# Геймдизайнер
Геймдизайнер — спеціаліст, відповідальний за розробку правил і змісту ігрового процесу створюваної відеогри. Роль геймдизайнера аналогічна ролі постановника завдання у звичайному програмуванні і режисера в кіно.

## Робота геймдизайнера
Геймдизайнер повинен вміти донести своє бачення гри до інших (часто мислять абсолютно по-різному, як, наприклад, художники і програмісти) — тому важливі навички спілкування, він повинен вміти викладати свої думки усно і на папері. З додаткових навичок — будь-які застосовні в розробці ігор: художній смак, малювання, 3D-моделювання, мінімальне знання математики, фізики та програмування.
Згідно з дослідженням видання Game Developer Research, проведеного в 2010 році серед 2623 геймдизайнер, 86 % всіх опитаних повідомили, що в цілому, задоволені своєю роботою, а 14 % зізналися, що робота їх не влаштовує. При цьому виявилося, що працівники стурбовані нестачею робочих місць в індустрії.
На початкових стадіях розвитку проєкту на основі дизайн-документа приймається рішення про фінансування. Під час активної розробки всі технічні специфікації базуються на баченні геймдизайнера. Дизайн-документ не статичний: він коригується залежно від поточного стану справ, вимог продюсера і пропозицій інших розробників. Сам геймдизайнер також бере участь у тестуванні.

## Історія
Спочатку комп'ютерні ігри створювали одна або дві людини; програміст був одночасно розробником геймплея і, найчастіше, головним художником. Зокрема, до таких геймдизайнерів належать Джордан Мехнер і Олексій Пажитнов. Розробка геймплею як окрема професія вперше з'явилася в Coleco в 1970-і роки. Але в ті часи це було рідкісним винятком.
Потреба у виділенні геймдизайну в окрему професію виникла наприкінці 1980-х років, коли ігровий проєкт став не під силу нечисленній групі людей.
Геймдизайнер як професія сформувалася набагато пізніше. Наприклад, спеціальність «інженер-системний програміст-геймдизайнер» була додана в Загальнодержавний класифікатор Республіки Білорусь у квітні 2015 року.
Зараз у невеликих малобюджетних проєктах геймдизайнер все ще, крім розробки геймплею, виконує обов'язки програміста або художника. Однак більшість фірм мають штатну посаду геймдизайнера. У дуже великих проєктах наявна складна ієрархія геймдизайнерів: провідний геймдизайнер, дизайнери ігрової механіки, дизайнери рівнів (місій і квестів), дизайнери ігрового контенту, і т. д.